# Dislokation (metallurgi)

Principskiss som visar hur den kristallina ordningen störts av en ren kantdislokation.

Principskiss som visar hur den kristallina ordningen störts av en ren skruvdislokation.

Dislokation är inom metallurgi och fasta tillståndets fysik en typ av kristalldefekter, det vill säga avvikelser från det välordnade mönstret i kristallina material. Två huvudtyper av dislokationer finns, benämnda kantdislokationer och skruvdislokationer. Dislokationer och dislokationsrörelser spelar en mycket viktig roll för materials hållfasthet, då särskilt vad gäller deras plasticitet, liksom för deformationshärdning.
I halvledare spelar dislokationer i materialet en stor roll då de ger försämrad kvalitet på komponenterna.

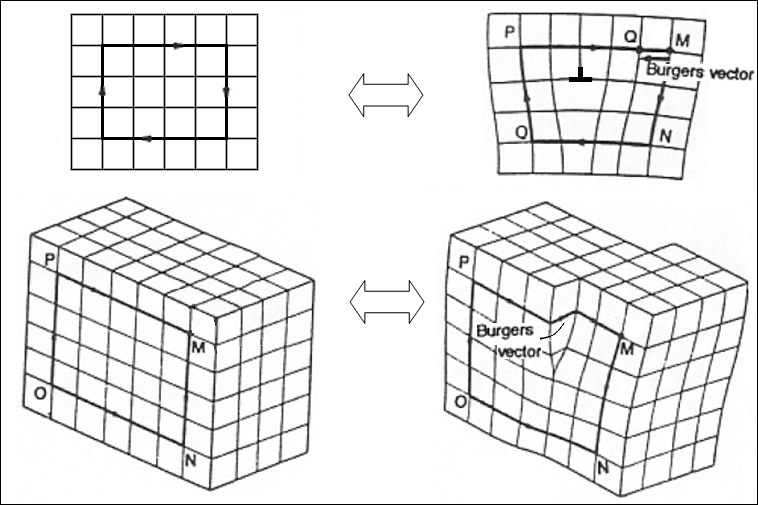
Burgers vektor

För att beskriva defekten används Burgers vektor (eng. Burgers vector), där storleken på vektorn beskrivs av 
{\displaystyle \|\mathbf {b} \|\ =\textstyle {\frac {a}{2}}{\sqrt {h^{2}+k^{2}+l^{2}}}}
Vektorns riktningen är i skuvningens riktning.

## Etymologi
Dislokation härstammar från latinets dislocare som betyder flytta. Dis betyder åt olika håll och locus betyder ställe.

## Kantdislokationer
En kantdislokation är en defekt där en extra halvplan av atomer introduceras halvvägs genom kristallen, vilket snedvrider de närliggande atomplanen. När tillräcklig kraft appliceras från ena sidan av kristallstrukturen, flyttas halvplanets kant mellan atomplan genom att bindningar inom planet bryts och nya skapas, tills dislokationen når korngränsen.